# XI Premis Días de Cine
Els XI Premis Días de Cine van ser atorgats pel programa de televisió Días de cine el 17 de gener de 2024. Els premis no tenen assignació econòmica, però no descarten «tenir-la en un futur».
L'entrega es va fer a l'Auditorio 400 Museu Reina Sofia. Els premis especials es van donar a conèixer en el darrer programa de l’any de Días de cine el 29 de desembre de 2023.

## Premiats
| Categoria                       | Premiat                        | Labor premiada              |
| ------------------------------- | ------------------------------ | --------------------------- |
| Millor documental               | Orlando, mi biografía política | Paul B. Preciado            |
| Millor pel·lícula espanyola     | Te estoy amando locamente      | Alejandro Marín             |
| Millor actor espanyol           | David Verdaguer                | Saben aquell                |
| Millor actriu espanyola         | Malena Alterio                 | Que nadie duerma            |
| Millor pel·lícula internacional | An Cailín Ciúin                | Colm Bairéad                |
| Millor actor internacional      | Paul Mescal                    | Aftersun                    |
| Millor actriu internacional     | Antonia Zegers                 | El castigo                  |
| Millor pel·lícula d'animació    | Robot Dreams                   | Pablo Berger                |
| Millor música                   | Maite Arroitajauregi           | Sobre todo de noche         |
| Premi del Públic                | Arantxa Echevarría             | Chinas                      |
| Premi Ha Nacido una Estrella    | Andrea Trepat                  | La paradoja de Antares      |
| Premi Somos Cine                | Sobre todo de noche            | Víctor Iriarte              |
| Premi Somos Cine                | O corno                        | Jaione Camborda             |
| Premi Vida en Sombras           | La mala familia                | Nacho A. Villar i Luis Rojo |
| Premi El Resplandor             | Mario Pardo                    | Cerrar los ojos             |
| Premi Elegidos para la gloria   | Pedro Mari Sánchez             | per la seva carrera         |
| Premi El futuro es mujer        | Secaderos                      | Rocío Mesa                  |